# Premijer liga 2021-2022 (pallacanestro maschile)
La Premijer liga 2021-2022 è stata la 31ª edizione del massimo campionato croato di pallacanestro maschile. La vittoria finale è stata appannaggio del Cibona Zagabria.

## Risultati

### Stagione regolare

#### Prima fase
|     | Squadra              | G  | V  | P  | PF   | PS   | Pt. | Qualificazione      |
| --- | -------------------- | -- | -- | -- | ---- | ---- | --- | ------------------- |
| 1.  | Zara                 | 22 | 17 | 5  | 1869 | 1595 | 51  | poule scudetto      |
| 2.  | Cibona Zagabria      | 22 | 17 | 5  | 1884 | 1569 | 51  | poule scudetto      |
| 3.  | Spalato              | 22 | 17 | 5  | 1820 | 1563 | 51  | poule scudetto      |
| 4.  | Cedevita Junior      | 22 | 17 | 5  | 1862 | 1685 | 51  | poule scudetto      |
| 5.  | Gorica               | 22 | 13 | 9  | 1772 | 1710 | 39  | poule scudetto      |
| 6.  | Zabok                | 22 | 10 | 12 | 1684 | 1754 | 30  | poule scudetto      |
| 7.  | Škrljevo             | 22 | 10 | 12 | 1768 | 1797 | 30  | poule retrocessione |
| 8.  | Dubrava              | 22 | 7  | 15 | 1592 | 1751 | 21  | poule retrocessione |
| 9.  | Alkar                | 22 | 7  | 15 | 1696 | 1861 | 21  | poule retrocessione |
| 10. | Građanski Šibenik    | 22 | 6  | 16 | 1590 | 1789 | 18  | poule retrocessione |
| 11. | Vrijednosnice Osijek | 22 | 6  | 16 | 1690 | 1857 | 18  | poule retrocessione |
| 12. | Borik Puntamika      | 22 | 5  | 17 | 1563 | 1859 | 15  | poule retrocessione |

#### Seconda fase
|    | Squadra         | G  | V  | P  | PF   | PS   | Pt. | Qualificazione |
| -- | --------------- | -- | -- | -- | ---- | ---- | --- | -------------- |
| 1. | Cibona Zagabria | 32 | 25 | 7  | 2705 | 2320 | 57  | playoff        |
| 2. | Spalato         | 32 | 24 | 8  | 2658 | 2336 | 56  | playoff        |
| 3. | Zara            | 32 | 23 | 9  | 2729 | 2390 | 55  | playoff        |
| 4. | Cedevita Junior | 32 | 20 | 12 | 2614 | 2479 | 52  | playoff        |
| 5. | Gorica          | 32 | 17 | 15 | 2588 | 2543 | 49  | playoff        |
| 6. | Zabok           | 32 | 12 | 20 | 2468 | 2679 | 44  | playoff        |

#### Poule retrocessione
|     | Squadra              | G  | V  | P  | PF   | PS   | Pt. | Qualificazione          |
| --- | -------------------- | -- | -- | -- | ---- | ---- | --- | ----------------------- |
| 7.  | Škrljevo             | 32 | 17 | 15 | 2520 | 2540 | 49  | playoff                 |
| 8.  | Dubrava              | 32 | 13 | 19 | 2383 | 2523 | 45  | playoff                 |
| 9.  | Građanski Šibenik    | 32 | 13 | 19 | 2448 | 2525 | 45  |                         |
| 10. | Alkar                | 32 | 11 | 21 | 2446 | 2635 | 43  |                         |
| 11. | Borik Puntamika      | 32 | 9  | 23 | 2317 | 2663 | 41  | spareggio retrocessione |
| 12. | Vrijednosnice Osijek | 32 | 8  | 24 | 2455 | 2698 | 40  | retrocessa in A1 Liga   |

### Spareggio retrocessione/promozione
| Squadra 1       | Totale  | Squadra 2 | Gara 1 | Gara 2 | Gara 3 |
| --------------- | ------- | --------- | ------ | ------ | ------ |
| Borik Puntamika | 143-157 | Bosco     | 85-79  | 58-78  | -      |

### Playoff
|  | Quarti di finale | Quarti di finale | Quarti di finale |      |                 | Semifinali      | Semifinali | Semifinali |  |  | Finale | Finale          | Finale |
|  |                  |                  |                  |      |                 |                 |            |            |  |  |        |                 |        |
|  | 1.               | Cibona Zagabria  | 2                |      |                 |                 |            |            |  |  |        |                 |        |
|  | 8.               | Dubrava          | 0                |      |                 |                 |            |            |  |  |        |                 |        |
|  | 8.               | Dubrava          | 0                |      | 1.              | Cibona Zagabria | 2          |            |  |  |        |                 |        |
|  |                  |                  |                  |      | 1.              | Cibona Zagabria | 2          |            |  |  |        |                 |        |
|  |                  | 5.               | Gorica           | 0    |                 |                 |            |            |  |  |        |                 |        |
|  | 4.               | 5.               | Gorica           | 0    | Cedevita Junior | 1               |            |            |  |  |        |                 |        |
|  | 4.               |                  |                  |      | Cedevita Junior | 1               |            |            |  |  |        |                 |        |
|  | 5.               | Gorica           | 2                |      |                 |                 |            |            |  |  |        |                 |        |
|  |                  |                  |                  |      |                 |                 |            |            |  |  | 1.     | Cibona Zagabria | 3      |
|  |                  |                  | 3.               | Zara | 2               |                 |            |            |  |  |        |                 |        |
|  | 2.               | Spalato          | 2                |      |                 |                 |            |            |  |  |        |                 |        |
|  | 7.               | Škrljevo         | 0                |      |                 |                 |            |            |  |  |        |                 |        |
|  | 7.               | Škrljevo         | 0                |      | 2.              | Spalato         | 1          |            |  |  |        |                 |        |
|  |                  |                  |                  |      | 2.              | Spalato         | 1          |            |  |  |        |                 |        |
|  |                  | 3.               | Zara             | 2    |                 |                 |            |            |  |  |        |                 |        |
|  | 3.               | 3.               | Zara             | 2    | Zara            | 2               |            |            |  |  |        |                 |        |
|  | 3.               |                  |                  |      | Zara            | 2               |            |            |  |  |        |                 |        |
|  | 6.               | Zabok            | 0                |      |                 |                 |            |            |  |  |        |                 |        |

| Premijer liga 2021-2022    |
| -------------------------- |
| Cibona Zagabria 20º titolo |

## Formazione vincitrice
| N° | Naz.                | Ruolo | Sportivo        |  | Alt. |  |
| -- | ------------------- | ----- | --------------- |  | ---- |  |
|    | Croazia (bandiera)  | AP    | Toni Nakić      |  | 203  |  |
|    | Croazia (bandiera)  | AC    | Roko Prkačin    |  | 206  |  |
|    | Croazia (bandiera)  | C     | Danko Branković |  | 216  |  |
|    | Slovenia (bandiera) | All.  | Gašper Okorn    |  |      |  |